# Jelko Jureša
Jelko Jureša (Zagreb, 9. svibnja 1937. – Zürich, 8. srpnja 2020.), hrvatski baletan. Bavio se i publicistikom, slikarstvom, pjesništvom, oblikovanjem nakita i odjeće, uređenjem prostora, fotografijom, kazališnom kostimografijom i scenografijom.

## Životopis
Rodio se u Zagrebu 1937. godine. Balet je učio u Zagrebu kod Mile Jovanovića i u Internacionalnoj baletnoj školi Ane Roje i Oskara Harmoša u Kaštel Kambelovcu. Sredinom 1950-ih započeo je baletansku karijeru u Hrvatskome narodnom kazalištu u Splitu. Odatle je došao do prestižnih svjetskih baletnih pozornica.
Otišao je u London i tamo postao prvakom London Festival Balleta (današnji Engleski nacionalni balet) i solistom Kraljevskog baleta, gdje je dosegao status baletne zvijezde. Bavio se i publicističko-teoretskim radom. Donirao je u Hrvatsku veliku donaciju baletnih kostima i inih umjetničkih predmeta. Oženio se Belindom Wright, svojom plesnom partnericom. Od polovice 1960-ih su više od desetljeća bili veleposlanici plesa britanske vlade s misijom promicanja baleta. Nastupali su u Europi, Aziji, južnoj i srednjoj Americi, Novome Zelandu, itd.
Plesne partnerice bile su mu i Carla Fracci, Antoinette Sibley, Marilyn Burr, Jeanette Minty, Dianne Richards, Olga Ferri, Monica Mason te ostale poznate balerine.